# Georgia Lee Lusk
Pour les articles homonymes, voir Lusk.
Georgia Lee Lusk, née le 12 mai 1893 à Carlsbad (Nouveau-Mexique) et morte le 5 janvier 1971 à Albuquerque (Nouveau-Mexique), est une femme politique américaine. Membre du Parti démocrate, elle est représentante du Nouveau-Mexique entre 1947 et 1949.

## Source
- (en) Cet article est partiellement ou en totalité issu de l’article de Wikipédia en anglais intitulé « Georgia Lee Lusk » (voir la liste des auteurs).